# Aimoto Mizuho
Aimoto Mizuho (愛本 みずほ (Ái Bản Thực Đồ Bảo) Aimoto Mizuho, sinh 29 tháng 11 năm 1956 tại Higashinari-ku, Osaka, Nhật Bản) là một nữ tác giả manga người Nhật.

## Công việc
- ABO no Tenshi-tachi (ABOの天使たち?)
- Kare to Kanojo no yesterday (彼と彼女のイエスタデイ?)
- Konna ni Kimi wo I LOVE YOU (こ〜んなにきみをI LOVE YOU!?)
- Ashita kitto anata ni (あしたきっとあなたに?)
- Tenshi ni naritai (天使になりたい?)
- Kiss Kiss Kiss (Kiss♪kiss♪kiss?)
- Dousoukai (同窓会 -Re union-?)
- Half boiled angel (ハーフ・ボイルド・エンジェル?)
- Hanagonomi byouin no hitobito (花ごよみ病院の人々?)
- Kanashii kibun DE shitsuren club (哀しい気分DE失恋倶楽部?)
- Tenshi ni naritai Hina no nurse nisshi (天使になりたい -ひなのナース日誌-?)
- Yukiko (由希子 -輝くいのち-?)
- Daisuki!! Yuzu no Kosodate Nikki (だいすき!! ゆずの子育て日記?)